# Alluaudomyia pseudomaculithorax
Alluaudomyia pseudomaculithorax är en tvåvingeart som beskrevs av Clastrier 1958. Alluaudomyia pseudomaculithorax ingår i släktet Alluaudomyia och familjen svidknott. Inga underarter finns listade i Catalogue of Life.